# Materdomini Volley 2019-2020
Questa voce raccoglie le informazioni riguardanti la Materdomini Volley nelle competizioni ufficiali della stagione 2019-2020.

## Stagione
La stagione 2019-20 è per la Materdomini Volley, con il nome sponsorizzato di Materdominivolley.it Castellana Grotte, la tredicesima, la settima consecutiva, in Serie A2. Viene confermato sia l'allenatore Maurizio Castellano che buona parte della rosa come Roberto Cazzaniga, Stefano Patriarca, Alessio Fiore, Giovanni Gargiulo e Leonardo Battista: tra i nuovi acquisti quelli di Mattia Rosso, Rodman Valera e Marco Rocco Panciocco, mentre tra le cessioni quelle di Matteo Bertoli, Riccardo Mazzon e Francesco Campana.
Il campionato si apre con la sconfitta contro la Lupi Santa Croce, mentre la prima vittoria arriva nella giornata successiva ai danni della Libertas Brianza; seguono cinque gare perse consecutivamente e, nelle ultime quattro giornate del girone di andata, due successi e due sconfitte: la squadra di Castellana Grotte chiude al nono posto in classifica, non utile per qualificarsi alla Coppa Italia di Serie A2/A3. Il girone di ritorno comincia con due gare vinte e poi due perse: si aggiudica le successive tre gare per subire poi uno stop alla ventesima giornata contro la Rinascita Lagonegro; in seguito il campionato viene prima sospeso e poi definitivamente interrotto a causa del diffondersi in Italia della pandemia di COVID-19: al momento dell'interruzione la squadra stazionava all'ottavo posto in classifica.

## Organigramma societario
Area direttiva
- Presidente: Michele Miccolis
- Vicepresidente: Donato Sabatelli
- Dirigente: Nicola Basalto, Dario Laruccia, Vito Nitti

Area organizzativa
- Direttore sportivo: Vito Primavera

Area tecnica
- Allenatore: Maurizio Castellano
- Allenatore in seconda: Franco Castiglia
- Scout man: Matteo Pastore
- Responsabile settore giovanile: Antonella Impedovo, Simona Rizzi, Catia Bonfiglio
- Direttore tecnico settore giovanile: Vincenzo Fanizza

Area comunicazione
- Ufficio stampa: Debora Dell'Erba

Area sanitaria
- Medico: Ascanio Pietro Ladogana
- Fisioterapista: Alfonso Pavone
- Osteopata: Francesco Boggia

## Rosa
| N° | Nome                  | Ruolo | Data di nascita  | Nazionalità sportiva |
| -- | --------------------- | ----- | ---------------- | -------------------- |
| 1  | Alessio Fiore         | S     | 25 dicembre 1982 | Italia               |
| 2  | Mario Manginelli      | P     | 4 settembre 1999 | Italia               |
| 4  | Giovanni Gargiulo     | C     | 1º gennaio 1999  | Italia               |
| 5  | Rodman Valera         | P     | 20 aprile 1982   | Venezuela            |
| 6  | Marco Rocco Panciccio | S     | 3 novembre 1999  | Italia               |
| 7  | Mario Sportelli       | C     | 14 gennaio 2000  | Italia               |
| 8  | Stefano Patriarca     | C/O   | 23 luglio 1987   | Italia               |
| 9  | Mattia Rosso          | S     | 28 maggio 1985   | Italia               |
| 10 | Omar El Moudden       | S     | 11 ottobre 2002  | Italia               |
| 12 | Roberto Cazzaniga     | O     | 28 ottobre 1979  | Italia               |
| 15 | Bruno Floris          | O     | 31 gennaio 2001  | Italia               |
| 16 | Leonardo Battista     | L     | 29 marzo 1995    | Italia               |
| 17 | Michele Paradiso      | C     | 1º luglio 2001   | Italia               |

## Mercato
| Acquisti | Acquisti              | Acquisti  | Acquisti   |
| R.       | Nome                  | da        | Modalità   |
| -------- | --------------------- | --------- | ---------- |
| S        | Omar El Moudden       | Bari      | definitivo |
| P        | Mario Manginelli      | Martina   | definitivo |
| C        | Michele Paradiso      | Manzoni   | definitivo |
| S        | Marco Rocco Panciocco | Tuscania  | definitivo |
| S        | Mattia Rosso          | Marconi   | definitivo |
| C        | Mario Sportelli       | giovanili | definitivo |
| P        | Rodman Valera         | ?         | definitivo |

| Cessioni | Cessioni             | Cessioni          | Cessioni   |
| R.       | Nome                 | a                 | Modalità   |
| -------- | -------------------- | ----------------- | ---------- |
| S        | Matteo Bertoli       | Impavida Ortona   | definitivo |
| P        | Francesco Campana    | Alessano          | definitivo |
| L        | Andrea Di Carlo      | Corigliano Volley | definitivo |
| P        | Giuseppe Longo       | Bari              | definitivo |
| L        | Riccardo Mazzon      | Lupi Santa Croce  | definitivo |
| C        | Enrico Pilotto       | Sabaudia          | definitivo |
| S        | Alessandro Primavera | ?                 | definitivo |

## Risultati

### Serie A2

#### Girone di andata
| 1ª giornata - 20 ottobre 2019 PalaParenti, Santa Croce sull'Arno  | Lupi Santa Croce    | 3 - 0 | Materdomini       | 25-21, 26-24, 25-17               |
| 2ª giornata - 27 ottobre 2019 PalaGrotte, Castellana Grotte       | Materdomini         | 3 - 2 | Libertas Brianza  | 21-25, 16-25, 25-20, 25-18, 15-12 |
| 3ª giornata - 3 novembre 2019 Palazzetto dello sport, Bergamo     | Olimpia Bergamo     | 3 - 2 | Materdomini       | 25-22, 26-28, 25-18, 23-25, 15-7  |
| 4ª giornata - 10 novembre 2019 PalaGrotte, Castellana Grotte      | Materdomini         | 2 - 3 | Impavida Ortona   | 26-28, 20-25, 25-23, 25-19, 12-15 |
| 5ª giornata - 3 dicembre 2019 PalaParenti, Santa Croce sull'Arno  | Peimar              | 3 - 1 | Materdomini       | 25-15, 25-22, 24-26, 25-13        |
| 6ª giornata - 24 novembre 2019 PalaGrotte, Castellana Grotte      | Materdomini         | 1 - 3 | Atlantide Brescia | 23-25, 22-25, 25-23, 21-25        |
| 7ª giornata - 1º dicembre 2019 PalaMensSana, Siena                | Emma Villas         | 3 - 1 | Materdomini       | 25-22, 25-19, 22-25, 25-22        |
| 8ª giornata - 8 dicembre 2019 PalaGrotte, Castellana Grotte       | Materdomini         | 3 - 2 | Mondovì           | 25-23, 25-21, 21-25, 18-25, 15-7  |
| 9ª giornata - 29 dicembre 2019 PalaCorigliano, Corigliano-Rossano | Rinascita Lagonegro | 3 - 0 | Materdomini       | 25-22, 25-21, 25-17               |
| 10ª giornata - 21 dicembre 2019 PalaBigi, Reggio Emilia           | Tricolore           | 0 - 3 | Materdomini       | 26-28, 17-25, 21-25               |
| 11ª giornata - 26 dicembre 2019 PalaGrotte, Castellana Grotte     | Materdomini         | 2 - 3 | New Mater         | 25-23, 19-25, 25-23, 21-25, 12-15 |

#### Girone di ritorno
| 12ª giornata - 5 gennaio 2020 PalaGrotte, Castellana Grotte   | Materdomini       | 3 - 1 | Lupi Santa Croce    | 25-23, 23-25, 25-20, 25-19        |
| 13ª giornata - 12 gennaio 2020 PalaParini, Cantù              | Libertas Brianza  | 1 -3  | Materdomini         | 22-25, 23-25, 25-16, 23-25        |
| 14ª giornata - 19 gennaio 2020 PalaGrotte, Castellana Grotte  | Materdomini       | 1 - 3 | Olimpia Bergamo     | 19-25, 21-25, 25-21, 21-25        |
| 15ª giornata - 26 gennaio 2020 Palasport Comunale, Ortona     | Impavida Ortona   | 3 - 2 | Materdomini         | 25-21, 22-25, 15-25, 25-20, 15-12 |
| 16ª giornata - 1º febbraio 2020 PalaGrotte, Castellana Grotte | Materdomini       | 3 - 1 | Peimar              | 21-25, 25-23, 25-20, 25-23        |
| 17ª giornata - 9 febbraio 2020 PalaSanFilippo, Brescia        | Atlantide Brescia | 2 - 3 | Materdomini         | 23-25, 21-25, 25-20, 25-21, 13-15 |
| 18ª giornata - 16 febbraio 2020 PalaGrotte, Castellana Grotte | Materdomini       | 3 - 2 | Emma Villas         | 21-25, 25-20, 24-26, 25-20, 16-14 |
| 19ª giornata - 1º marzo 2020 PalaManera, Mondovì              | Mondovì           | -     | Materdomini         | annullata                         |
| 20ª giornata - 8 marzo 2020 PalaGrotte, Castellana Grotte     | Materdomini       | 1 - 3 | Rinascita Lagonegro | 19-25, 25-23, 19-25, 17-25        |
| 21ª giornata - 15 marzo 2020 PalaGrotte, Castellana Grotte    | Materdomini       | -     | Tricolore           | annullata                         |
| 22ª giornata - 22 marzo 2020 PalaGrotte, Castellana Grotte    | New Mater         | -     | Materdomini         | annullata                         |

## Statistiche

### Statistiche di squadra
| Competizione | Punti | In casa | In casa | In casa | In trasferta | In trasferta | In trasferta | Totale | Totale | Totale |
| Competizione | Punti | G       | V       | P       | G            | V            | P            | G      | V      | P      |
| ------------ | ----- | ------- | ------- | ------- | ------------ | ------------ | ------------ | ------ | ------ | ------ |
| Serie A2     | 24    | 10      | 5       | 5       | 9            | 3            | 6            | 19     | 8      | 11     |
| Totale       | -     | 10      | 5       | 5       | 9            | 3            | 6            | 19     | 8      | 11     |

G = partite giocate; V = partite vinte; P = partite perse

### Statistiche dei giocatori
| Giocatore     | Serie A2 | Serie A2 | Serie A2 | Serie A2 | Serie A2 | Totale | Totale | Totale | Totale | Totale |
| Giocatore     | P        | PT       | AV       | MV       | BV       | P      | PT     | AV     | MV     | BV     |
| ------------- | -------- | -------- | -------- | -------- | -------- | ------ | ------ | ------ | ------ | ------ |
| L. Battista   | 19       | 0        | 0        | 0        | 0        | 19     | 0      | 0      | 0      | 0      |
| R. Cazzaniga  | 19       | 326      | 277      | 18       | 31       | 19     | 326    | 277    | 18     | 31     |
| O. El Moudden | 18       | 1        | 0        | 0        | 1        | 18     | 1      | 0      | 0      | 1      |
| A. Fiore      | 19       | 232      | 174      | 26       | 32       | 19     | 232    | 174    | 26     | 32     |
| B. Floris     | 8        | 0        | 0        | 0        | 0        | 8      | 0      | 0      | 0      | 0      |
| G. Gargiulo   | 19       | 172      | 118      | 44       | 10       | 19     | 172    | 118    | 44     | 10     |
| M. Manginelli | 19       | 2        | 0        | 0        | 2        | 19     | 2      | 0      | 0      | 2      |
| M. Panciocco  | 18       | 62       | 55       | 5        | 2        | 18     | 62     | 55     | 5      | 2      |
| M. Paradiso   | 3        | 1        | 1        | 0        | 0        | 3      | 1      | 1      | 0      | 0      |
| S. Patriarca  | 19       | 179      | 129      | 45       | 5        | 19     | 179    | 129    | 45     | 5      |
| M. Rosso      | 18       | 208      | 180      | 23       | 5        | 18     | 208    | 180    | 23     | 5      |
| M. Sportelli  | 2        | 0        | 0        | 0        | 0        | 2      | 0      | 0      | 0      | 0      |
| R. Valera     | 19       | 64       | 35       | 17       | 12       | 19     | 64     | 35     | 17     | 12     |

P = presenze; PT = punti totali; AV = attacchi vincenti; MV = muri vincenti; BV = battute vincenti